# Katharinenberg
Katharinenberg este o comună din landul Turingia, Germania.